# Campionati asiatici under 20 di atletica leggera 2023
Le gare del XX Campionato asiatico Under 20 di atletica leggera si sono disputate dal 4 al 7 giugno 2023 allo Yecheon Stadium di Yecheon, in Corea del Sud.

## Podi

### Uomini
| Specialità                                  | Oro                                                                                           | Risultato          | Argento                                                                | Risultato          | Bronzo                                                                  | Risultato          | Note   |
| ------------------------------------------- | --------------------------------------------------------------------------------------------- | ------------------ | ---------------------------------------------------------------------- | ------------------ | ----------------------------------------------------------------------- | ------------------ | ------ |
| 100 m piani (dettagli)                      | Kaito Kuroki                                                                                  | 10"37 (-0.3 m/s)   | Po-Hsun Lin                                                            | 10"42              | Haruki Narushima                                                        | 10"43              | [ 1 ]  |
| 200 m piani (dettagli)                      | Jinfeng Chen                                                                                  | 20"81 (+1.0 m/s)   | Sarawut Nuansri                                                        | 21"18              | Aidil Auf Hajam                                                         | 21"37              | [ 2 ]  |
| 400 m piani (dettagli)                      | Ismail Doudai Abakar                                                                          | 46"18              | Gun-Yul Bae                                                            | 46"73              | Cheng-An Chen                                                           | 47"33              | [ 3 ]  |
| 800 m piani (dettagli)                      | Hironori Tachizako                                                                            | 1'49"22            | An-Yi Li                                                               | 1'49"44            | . Shakeel                                                               | 1'49"80            | [ 4 ]  |
| 1500 m piani (dettagli)                     | Jumpei Maseda                                                                                 | 3'50"15            | Mustafa Mohsen                                                         | 3'52"19            | Mehedi Hassan                                                           | 3'56"02            | [ 5 ]  |
| 3000 m piani (dettagli)                     | Sonata Nagashima                                                                              | 8'19"49            | Tae-Hun Kim                                                            | 8'41"14            | Zainulabdeen Mokhles                                                    | 8'42"26            | [ 6 ]  |
| 5000 m piani (dettagli)                     | Sonata Nagashima                                                                              | 14'23"91           | Shivaji Parashuram                                                     | 14'49"06           | Tae-Hun Kim                                                             | 14'49"56           | [ 7 ]  |
| 110 m ostacoli (0.99) (dettagli)            | Yuan-Kai Hsieh                                                                                | 13"44 (+0.7 m/s)   | Oumar Doudai Abakar                                                    | 13"68              | Hiu Long Liu                                                            | 13"73              | [ 8 ]  |
| 400 m ostacoli (dettagli)                   | Ismail Doudai Abakar                                                                          | 49"30              | Ryoma Konno                                                            | 49"91              | Chung-Wei Lin                                                           | 50"16              | [ 9 ]  |
| 3000 m siepi (dettagli)                     | Asahi Kuroda                                                                                  | 8'39"83            | Sharuk Khan                                                            | 8'51"75            | Samir Eghbali                                                           | 9'07"62            | [ 10 ] |
| Staffetta 4×100 m (dettagli)                | Giappone Haruki Narushima Kaito Kuroki Yuta Sekiguchi Eito Watanabe                           | 39"76              | Corea del Sud Jeong-Yoon Kim Dong-Jin Kim Gun-Yul Bae Joel-Jin Nwamadi | 40"32              | India Vallipi Himateja Arijit Rana Mohammad Reyan Dondapati Mruty       | 40"56              | [ 11 ] |
| Staffetta 4×400 m (dettagli)                | Thailandia Methawi Kanhaaudom Lakki Yuyamadu Thawatchai Himaiad Sarawut Nuansri               | 3'08"34            | India Deepak Singh Megavarnam Sharan Rihan Choudary Navpreet Singh     | 3'08"74            | Corea del Sud Jeong-Hyun Kim Gun-Yul Bae Hyun-Joo Na Jun-Sung Kim       | 3'12"08            | [ 12 ] |
| Staffetta 4×400 m mista (dettagli)          | Sri Lanka T.O.V. Ariyawansha M.H. Jayeshi Uththara S.D. Shehan Dilranga Tharushi Karunarathna | 3'25"41            | Corea del Sud Jeong-Hyun Kim Min-Kyung Lee Gun-Yul Bae Hyun-Jin Sin    | 3'28"30            | India Deepak Singh Anuskha Kumbhar Navpreet Singh Rezoana Mallick Heena | 3'30"13            | [ 13 ] |
| Marcia 10 km (dettagli)                     | Xinzu Bao                                                                                     | 42'07"53           | Zhiwei Zhag                                                            | 42'50"71           | Shotaro Shimoike                                                        | 44'05"50           | [ 14 ] |
| Salto in alto (dettagli)                    | Tzu-Chieh Lo                                                                                  | 2,20 m             | Jinwoo Choi                                                            | 2,20 m             | Souta Haraguchi                                                         | 2,18 m             | [ 15 ] |
| Salto con l'asta (dettagli)                 | Seifeldin Heneida Abdesalam                                                                   | 5,50 m             | Rui Liu                                                                | 5,15 m             | Rui Kitada                                                              | 5,10 m             | [ 16 ] |
| Salto in lungo (dettagli)                   | Heng Shu                                                                                      | 8,03 m (+1.3 m/s)  | Mingfu Lin                                                             | 7,49 m (+1.0 m/s)  | Hongming Zhang                                                          | 7,34 m (-0.1 m/s)  | [ 17 ] |
| Salto triplo (dettagli)                     | Manato Miyao                                                                                  | 16,38 m (-0.4 m/s) | Yinglong Ma                                                            | 16,22 m (-0.5 m/s) | K.V.M. Yasiru                                                           | 15,82 m (+1.6 m/s) | [ 18 ] |
| Getto del peso (6kg) (dettagli)             | Siddharth Choudhary                                                                           | 19,52 m            | Djibrine Adoum Ahmat                                                   | 18,85 m            | Si-Hoon Park                                                            | 18,70 m            | [ 19 ] |
| Lancio del disco (1,75kg) (dettagli)        | Bhartpreet Singh                                                                              | 55,66 m            | Dunyozod Savfullayev                                                   | 55,58 m            | Mohammad Reza Ziyali                                                    | 55,44 m            | [ 20 ] |
| Lancio del martello (6kg) (dettagli)        | Mohammad Khan                                                                                 | 64,78 m            | Mahdi Haft Cheshmeh                                                    | 63,96 m            | Young-Min Jang                                                          | 59,22 m            | [ 21 ] |
| Lancio del giavellotto (dettagli)           | Chao-Hung Huang                                                                               | 72,85 m            | Shivam Singh                                                           | 72,34 m            | Woo-Jin Choi                                                            | 70,41 m            | [ 22 ] |
| Decathlon (dettagli)                        | Sunil Kumar                                                                                   | 7003 p.            | Nodir Norbaev                                                          | 6956 p.            | Samandar Makhmudov                                                      | 6840 p.            | [ 23 ] |
| Errore nell'uso del template:Legenda record |                                                                                               |                    |                                                                        |                    |                                                                         |                    |        |

### Donne
| Specialità                                  | Oro                                                                  | Risultato          | Argento                                                                              | Risultato          | Bronzo                                                          | Risultato          | Note   |
| ------------------------------------------- | -------------------------------------------------------------------- | ------------------ | ------------------------------------------------------------------------------------ | ------------------ | --------------------------------------------------------------- | ------------------ | ------ |
| 100 m piani (dettagli)                      | Shiqi Xiong                                                          | 11"62 (-0.1 m/s)   | Xiajun Liu                                                                           | 11"85              | Athicha Petchakul                                               | 11"86              | [ 24 ] |
| 200 m piani (dettagli)                      | Jennifer Saita                                                       | 23"99 (-0.1 m/s)   | Athicha Petchakul                                                                    | 24"31              | Mei-Mei Yang                                                    | 24"33              | [ 25 ] |
| 400 m piani (dettagli)                      | Rezoana Mallick Heena                                                | 53"32              | Tharushi Karunarathna                                                                | 53"71              | M.H. Jayeshi Uththara                                           | 55"52              | [ 26 ] |
| 800 m piani (dettagli)                      | Tharushi Karunarathna                                                | 2'05"64            | Akbayan Nurmamet                                                                     | 2'10"22            | Yingying Qin                                                    | 2'11"14            | [ 27 ] |
| 1500 m piani (dettagli)                     | Laxita Sandilea                                                      | 4'24"23            | Akbayan Nurmamet                                                                     | 4'24"92            | Nanaka Yonezawa                                                 | 4'25"75            | [ 28 ] |
| 3000 m piani (dettagli)                     | Kana Mizumoto                                                        | 9'16"93            | Bushra Khan                                                                          | 9'41"45            | Ayana Bolatbekkyzy                                              | 10'30"70           | [ 29 ] |
| 5000 m piani (dettagli)                     | Nanaka Yonezawa                                                      | 16'37"37           | Akari Matsumoto                                                                      | 16'42"22           | Antima Pal                                                      | 17'17"12           | [ 30 ] |
| 100 m ostacoli (dettagli)                   | Miki Hayashi                                                         | 13"64 (-0.4 m/s)   | Chloe Pak                                                                            | 13"91              | Kristina Ermola                                                 | 14"57              | [ 31 ] |
| 400 m ostacoli (dettagli)                   | Miku Takino                                                          | 58"92              | Nazanin Fatemeh                                                                      | 1'00"01            | Anastassiya Koloda                                              | 1'00"40            | [ 32 ] |
| 3000 m siepi (dettagli)                     | Dilshoda Usmanova                                                    | 10'22"41           | Akbilek Kuralbai                                                                     | 10'35"44           | Le Thi Thanh                                                    | 11'09"05           | [ 33 ] |
| Staffetta 4×100 m (dettagli)                | Cina Xiajun Liu Junyan Zhao Na Huang Shiqi Xiong                     | 45"05              | Thailandia Jirapat Khanonta Manatsada Sammano Suwimol Srateanthong Athicha Petchakul | 45"34              | India . Tamanna S. Akshaya Nayana Kokare Abinaya Rajarajan      | 45"36              | [ 34 ] |
| Staffetta 4×400 m (dettagli)                | India Anuskha Kumbhar Riya Nitin Kanista Teena Rezoana Mallick Heena | 3'40"50            | Kazakistan Mariya Shuvalova Sofiya Kidenko Anastassiya Koloda Anna Shumilo           | 3'46"19            | Corea del Sud Hyun-Jin Sin Min-Kyung Lee Yun-Seo Jo Jiseon Choi | 3'47"46            | [ 35 ] |
| Marcia 10 km (dettagli)                     | Meiling Chen                                                         | 46'11"08"          | Ai Oyama                                                                             | 46'56"24           | Yasmina Toxanbaeva                                              | 47'01"55           | [ 36 ] |
| Salto in alto (dettagli)                    | Barnokhon Sayfullayeva                                               | 1,84 m             | . Pooja                                                                              | 1,82 m             | Pei-Hsuan Lin                                                   | 1,82 m             | [ 37 ] |
| Salto con l'asta (dettagli)                 | Lingxia Wei                                                          | 3,95 m             | Tzu-Tsen Chen                                                                        | 3,85 m             | Tzu-Hsin Yen                                                    | 3,75 m             | [ 38 ] |
| Salto in lungo (dettagli)                   | Yingying Huang                                                       | 6,24 m (-1.3 m/s)  | . Susmita                                                                            | 5,96 m (-2.3 m/s)  | Anastassiya Rypakova                                            | 5,90 m (-1.4 m/s)  | [ 39 ] |
| Salto triplo (dettagli)                     | Khushnoza Shavkatova                                                 | 13,07 m (-2.7 m/s) | Valeriya Safonova                                                                    | 12,78 m (+0.1 m/s) | Viktoriya Popravkina                                            | 12,65 m (-2.7 m/s) | [ 40 ] |
| Getto del peso (dettagli)                   | Jiaxin Lin                                                           | 15,91 m            | Malika Nasreddinova                                                                  | 15,76 m            | Yirui Gao                                                       | 15,30 m            | [ 41 ] |
| Lancio del disco (dettagli)                 | Jingru Huang                                                         | 56,75 m            | Zhichao Jiang                                                                        | 55,23 m            | Hye-Min Yee                                                     | 48,60 m            | [ 42 ] |
| Lancio del martello (dettagli)              | Jinyao Gao                                                           | 64,92 m            | Elina Silyamiyeva                                                                    | 60,53 m            | Taehui Kim                                                      | 59,97 m            | [ 43 ] |
| Lancio del giavellotto (dettagli)           | Nozomi Sakurai                                                       | 50,02 m            | Pin-Hsun Chu                                                                         | 49,38 m            | Seok-Ju Yang                                                    | 47,88 m            | [ 44 ] |
| Eptathlon (dettagli)                        | Ugiloy Norboyeva                                                     | 5130 p.            | Miki Hayashi                                                                         | 5095 p.            | Pei-Hsuan Lin                                                   | 5070 p.            | [ 45 ] |
| Errore nell'uso del template:Legenda record |                                                                      |                    |                                                                                      |                    |                                                                 |                    |        |

## Medagliere
| Pos.   | Paese               | Oro | Argento | Bronzo | Totale |
| ------ | ------------------- | --- | ------- | ------ | ------ |
| 1      | Giappone            | 14  | 4       | 5      | 23     |
| 2      | Cina                | 11  | 5       | 3      | 19     |
| 3      | India               | 6   | 7       | 6      | 19     |
| 4      | Uzbekistan          | 4   | 4       | 1      | 9      |
| 5      | Taipei cinese       | 3   | 4       | 6      | 13     |
| 6      | Qatar               | 3   | 2       | 0      | 5      |
| 7      | Sri Lanka           | 2   | 1       | 2      | 5      |
| 8      | Thailandia          | 1   | 3       | 1      | 5      |
| 9      | Kuwait              | 1   | 0       | 0      | 1      |
| 10     | Corea del Sud       | 0   | 5       | 9      | 14     |
| 11     | Kazakistan          | 0   | 5       | 6      | 11     |
| 12     | Iran                | 0   | 2       | 2      | 4      |
| 13     | Hong Kong           | 0   | 2       | 1      | 3      |
| 14     | Iraq                | 0   | 1       | 1      | 2      |
| 15     | Malaysia            | 0   | 0       | 1      | 1      |
| 15     | Vietnam             | 0   | 0       | 1      | 1      |
| 17     | Afghanistan         | 0   | 0       | 0      | 0      |
| 17     | Arabia Saudita      | 0   | 0       | 0      | 0      |
| 17     | Bahrein             | 0   | 0       | 0      | 0      |
| 17     | Bangladesh          | 0   | 0       | 0      | 0      |
| 17     | Bhutan              | 0   | 0       | 0      | 0      |
| 17     | Birmania            | 0   | 0       | 0      | 0      |
| 17     | Brunei              | 0   | 0       | 0      | 0      |
| 17     | Cambogia            | 0   | 0       | 0      | 0      |
| 17     | Corea del Nord      | 0   | 0       | 0      | 0      |
| 17     | Emirati Arabi Uniti | 0   | 0       | 0      | 0      |
| 17     | Filippine           | 0   | 0       | 0      | 0      |
| 17     | Giordania           | 0   | 0       | 0      | 0      |
| 17     | Indonesia           | 0   | 0       | 0      | 0      |
| 17     | Kirghizistan        | 0   | 0       | 0      | 0      |
| 17     | Laos                | 0   | 0       | 0      | 0      |
| 17     | Libano              | 0   | 0       | 0      | 0      |
| 17     | Macao               | 0   | 0       | 0      | 0      |
| 17     | Maldive             | 0   | 0       | 0      | 0      |
| 17     | Mongolia            | 0   | 0       | 0      | 0      |
| 17     | Nepal               | 0   | 0       | 0      | 0      |
| 17     | Oman                | 0   | 0       | 0      | 0      |
| 17     | Pakistan            | 0   | 0       | 0      | 0      |
| 17     | Palestina           | 0   | 0       | 0      | 0      |
| 17     | Singapore           | 0   | 0       | 0      | 0      |
| 17     | Siria               | 0   | 0       | 0      | 0      |
| 17     | Tagikistan          | 0   | 0       | 0      | 0      |
| 17     | Timor Est           | 0   | 0       | 0      | 0      |
| 17     | Turkmenistan        | 0   | 0       | 0      | 0      |
| 17     | Yemen               | 0   | 0       | 0      | 0      |
| Totale | Totale              | 45  | 45      | 45     | 135    |